# Експлуатація (техніка)
Експлуата́ція у техніці — стадія життєвого циклу виробу, на якій реалізується, підтримується і відновлюється його якість.
Експлуатація виробу включає в себе у загальному випадку використання за призначенням і технічну експлуатацію (транспортування, зберігання, технічне обслуговування і ремонт).

## Похідні поняття
Засоби експлуатації — будівлі, споруди, технічні пристрої, у тому числі інструмент, запасні частини та експлуатаційні матеріали, що необхідні для експлуатації виробу.
Система експлуатації — сукупність виробів, засобів експлуатації, виконавців і документації, що встановлює правила їх взаємодії, котрі необхідні і достатні для виконання задач експлуатації.
Умови експлуатації — сукупність факторів, що діють на виріб при його експлуатації.

## Використання за призначенням
Використання виробу за призначенням передбачає декілька стадій, а саме:
- Введення в експлуатацію — подія, що фіксує готовність виробу до використання за призначенням, документально оформлена у встановленому порядку. Для спеціальних видів техніки до введення в експлуатацію додатково відносять підготовчі роботи, контроль, приймання і закріплення виробу за підрозділом експлуатації.

- Очікування використання за призначенням — перебування виробу у стані готовності до використання за призначенням, що передбачене нормативно-технічною документацією.

- Початок експлуатації — момент введення виробу в експлуатацію.

- Нормальна експлуатація — експлуатація виробів згідно з чинною експлуатаційною документацією.

- Зняття з експлуатації — подія, що фіксує неможливість або недоцільність подальшого використання за призначенням та ремонту виробу і документально оформлена у встановленому порядку.

- Кінець експлуатації — момент зняття виробу з експлуатації.

## Технічна експлуатація
Технічна експлуатація передбачає виконання наступний дій:
- Зберігання при експлуатації (зберігання) — утримання виробу, що не використовується за призначенням у заданому стані у відведеному для його розташування місці із забезпеченням збереженості протягом заданого терміну.

- Транспортування при експлуатації (транспортування) — переміщення виробу у заданому стані із застосуванням, за необхідності, транспортних і вантажопідйомних засобів, що розпочинається із завантаження та закінчується розвантаженням у місці призначення.

- Технологічне обслуговування — комплекс операцій з підготовлення виробу до використання за призначенням, зберігання, транспортування та приведення його у попередній стан після цих процесів, що не пов'язані із підтриманням надійності виробу.

- Технічне обслуговування — комплекс операцій чи операція підтримування роботоздатності чи справності виробу у процесах використання за призначенням, очікуванні, зберіганні та транспортуванні[1].

- Ремонт — комплекс операцій для відновлення справного стану чи працездатності об'єкта та відновлення ресурсів об'єктів чи їх складових частин[2].

## Експлуатаційна документація
Експлуатаційна документація є по суті засобом спілкування розробника та виготовлювача виробу із споживачем. Від якості виконання експлуатаційних документів залежить ресурс виробу та зрештою якість самого виробу.
Тому до експлуатаційної документації висуваються особливі, може й найжорсткіші вимоги. Якість експлуатаційних документів оцінюється за двома найважливішими характеристиками: оптимальність інформації та її наочність (зручність отримання інформації). Оптимальність інформації — це передумова уникнення помилок обслуговчого персоналу при експлуатації виробу. Наочність інформації — це, перш за все, швидкий та чіткий пошук необхідних відомостей, що дає можливість підвищити коефіцієнт готовності, знизити час вимушеного простою.
Комплект експлуатаційних документів є складовою частиною виробу, оскільки поставляється та використовується у більшості випадків разом із виробом.